# Vic-de-Chassenay
Vic-de-Chassenay település Franciaországban, Côte-d’Or megyében. Lakosainak száma 209 fő (2022. január 1.). Vic-de-Chassenay Genay, Courcelles-lès-Semur, Forléans, Millery, Semur-en-Auxois, Thoste és Torcy-et-Pouligny községekkel határos.

## Népesség
A település népessége az elmúlt években az alábbi módon változott: